# Babin Średni
Babin Średni (ukr. Середній Бабин, Serednij Babyn) – wieś na Ukrainie, w obwodzie iwanofrankiwskim, w rejonie kałuskim, w hromadzie Kałusz, nad Łomnicą. W 2021 roku liczyła 481 mieszkańców.

## Historia
W pierwszej połowie XIX wieku wieś należała do obwodu stryjskiego, oraz urzędu sądowego w Wojniłowie.
W okresie autonomii galicyjskiej (1867-1918) wieś należała do powiatu kałuskiego. W 1880 roku w miejscowości mieszkało 1172 osób, z czego 14 należało do parafii rz.-kat. w Wojniłowie, a 1101 do filii parafii gr.-kat. w Studziance w Babinie. Ponadto we wsi mieszkało 57 osób wyznania mojżeszowego. We wsi znajdowała się szkoła jednoklasowa.
W II Rzeczypospolitej miejscowość stanowiła początkowo samodzielną gminę jednostkową. 1 sierpnia 1934 roku w ramach reformy na podstawie ustawy scaleniowej została włączona do zbiorowej gminy wiejskiej Wojniłów w powiecie kałuskim, w województwie stanisławowskim. W 1921 roku gmina Babin liczyła 782 mieszkańców (419 kobiet i 363 mężczyzn) i znajdowało się w niej 167 budynków mieszkalnych. 765 osób deklarowało narodowość ukraińską (rusińską), 9 – żydowską, 8 – polską. 765 osób deklarowało przynależność do wyznania greckokatolickiego, 12 – do mojżeszowego, 5 – do rzymskokatolickiego. Dodatkowo obszar dworski Babina liczył 46 mieszkańców (28 kobiet i 18 mężczyzn) i znajdowało się w nim 6 budynków mieszkalnych. 38 osób deklarowało narodowość – polską, 8 – ukraińską (rusińską). 33 osoby deklarowały przynależność do wyznania rzymskokatolickiego, 13 – do greckokatolickiego.
W XIX i XX wieku dobra Babin i Słobódka należały do rodziny Rozwadowskich, herbu Trąby. Najpierw do Wiktora (1812-1858), potem jego syna Bartłomieja (1846-1882). Majątek posiadał wówczas 371 mórg ornych, 129 mórg  łąk i ogrodów, 360 mórg pastwisk i 769 mórg lasu. Po śmierci Bartłomieja przeszedł na jego synów Wincentego (1878-1941) i Jana Emanuela (1872-1935). W imieniu braci dobrami zarządzał aż do wybuchu II wojny światowej Wincenty Rozwadowski. W 1920 ich obszar wynosił ‭1 241‬ ha (w tym Babin - 768 ha a Słobódka - 473 ha). Po zniszczeniach wojennych z okresu I wojny światowej i wojny polsko-bolszewickiej właściciele odbudowali dwór i folwark oraz zaprowadzili duże gospodarstwo rybne i stadninę bydła nizinnego.
Według danych z 2001 roku 99,81% mieszkańców jako język ojczysty wskazało ukraiński, 0,19% – rosyjski.

## Linki zewnętrzne

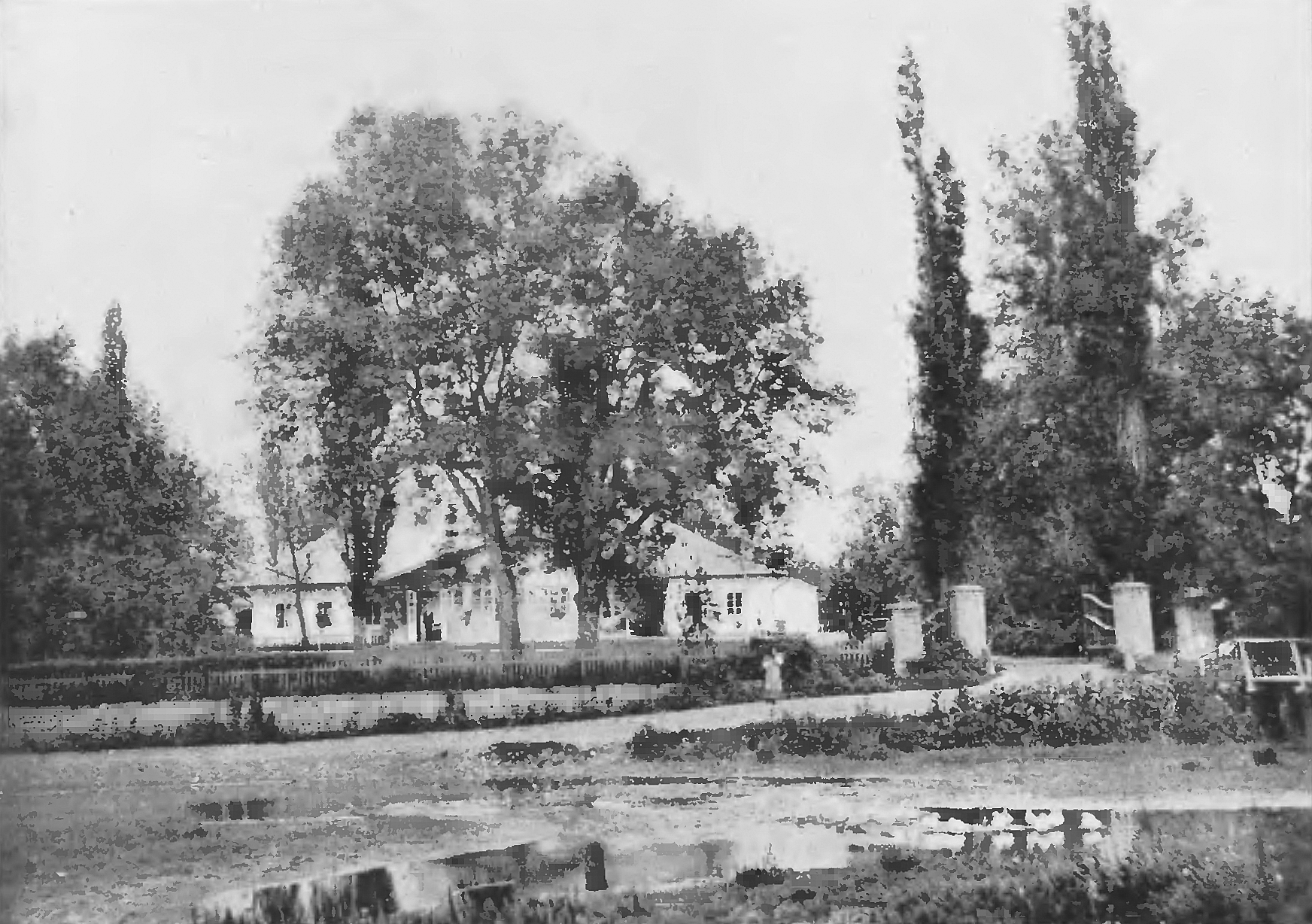
Dwór w Babinie